# Rudolf von Waldenfels

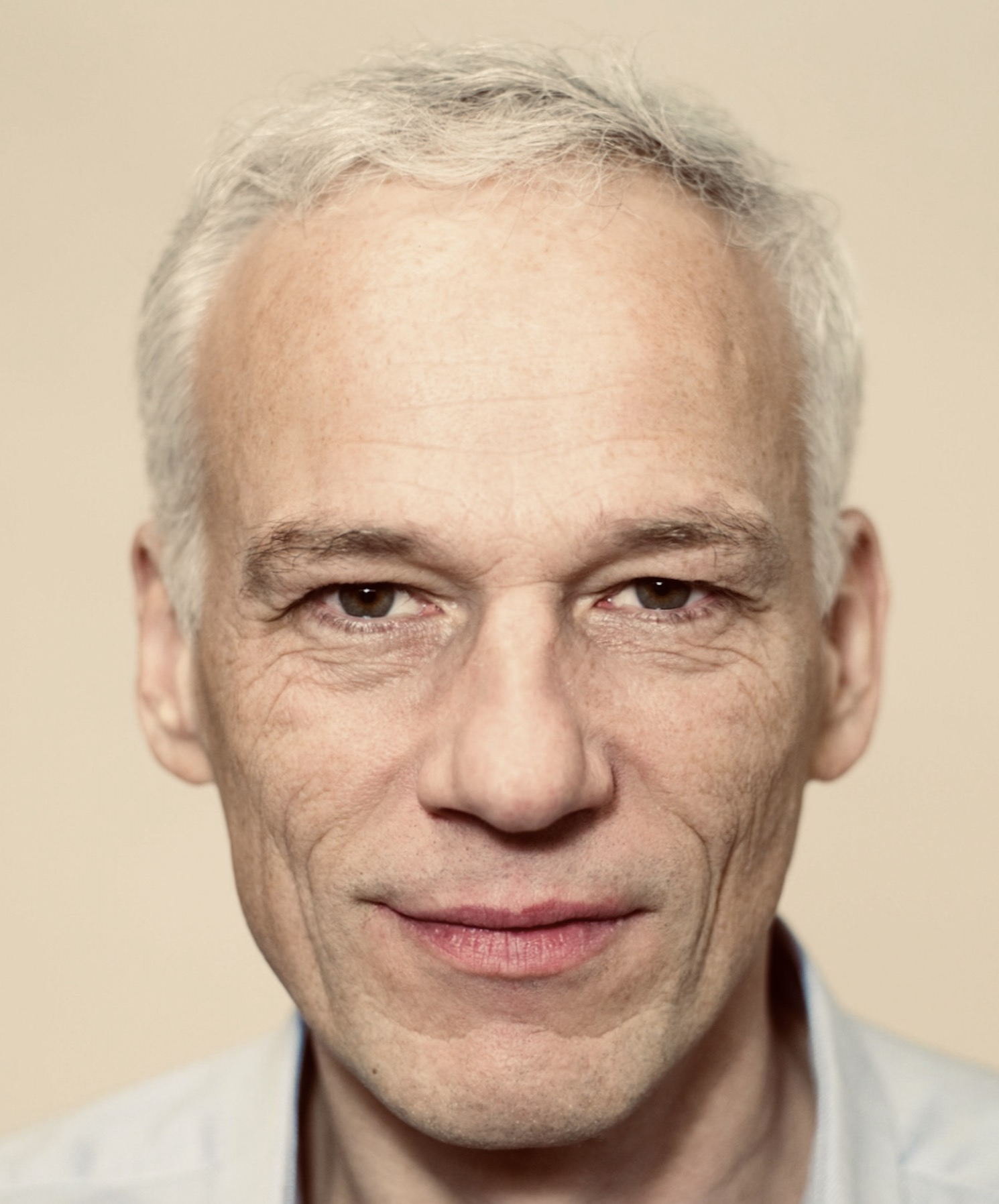
Rudolf von Waldenfels (2024)

Rudolf Karl Philipp Freiherr von Waldenfels (* 26. April 1965 in Jülich) ist ein deutscher Schauspieler und Schriftsteller (siehe auch Waldenfels). Er lebt in Berlin und im oberfränkischen Lichtenberg.

## Leben
Aufgewachsen in Heidelberg, studierte er von 1987 bis 1990 Schauspiel an der staatlichen Hochschule für Musik und Darstellende Kunst Frankfurt am Main und wurde im Anschluss an sein Studium von Claus Peymann an das Wiener Burgtheater engagiert. Im Jahr 1992 verließ er das Engagement auf eigenen Wunsch und begab sich auf eine mehrjährige Fahrradreise durch Asien. Seine Reiseeindrücke flossen in seinen Debütroman Über die Grenze ein, der 2006 im Mitteldeutschen Verlag erschien. Rudolf von Waldenfels ist Vater zweier Söhne. Er ist in dritter Ehe verheiratet mit Ina von Waldenfels.
Sein Sohn Kristan von Waldenfels ist CSU-Politiker, Bürgermeister der Stadt Lichtenberg und bayerischer Landtagsabgeordneter.

## Werke
Sein Debüt-Roman Über die Grenze, erschienen 2006 im Mitteldeutschen Verlag, schildert eine Reise mit dem Fahrrad durch mehrere Länder Asiens (Irak, Pakistan, Indien, Thailand, Laos, Kambodscha). Der Ich-Erzähler, getrieben von Erlebnishunger und der Suche nach dem Sinn des Lebens, stürzt sich von einem Abenteuer in das nächste: er beschreibt Drogenräusche, sexuelle Zufallsbekanntschaften, körperliche Grenzerfahrungen. Das Naturerlebnis nimmt einen zentralen Platz in dem Roman ein. Die TAZ befand, "vor allem gibt es kein Ankommen in einem besseren Leben. Dieser Verzicht auf eine geschlossene Geschichte mit spirituellem Überbau ist einer der großen Vorzüge dieses Reiseromans." "Es gibt kein Später und kaum Zurückliegendes, nur das Jetzt verharrt, dehnt sich aus und ist in seiner Unmittelbarkeit bestechend", so die Süddeutsche Zeitung. Neues Deutschland: "Rudolf von Waldenfels lehrt uns das Staunen im Sinne der alten Philosophen als Urgrund menschlicher Erfahrung und menschlichen Seins überhaupt."
Im Jahr 2010 erschien im Gütersloher Verlagshaus das Sachbuch Der schwarze Messias, das die Laufbahn Barack Obamas beleuchtet und sich mit der politischen Kultur der USA auseinandersetzt. „Von Waldenfels zeichnet ein lesenswertes, detailreiches Stimmungsbild der USA, für das er viel gereist ist. Vor diesem Hintergrund wird klar, warum es so überzeugend gelungen ist, Obama als Erlösergestalt zu inszenieren, aus ihm wirklich so etwas wie einen Messias zu machen“, befand der Deutschlandfunk. 
2025 erschien sein Roman In die Nacht, ebenfalls Mitteldeutscher Verlag. Die Süddeutsche Zeitung schrieb: „Man liest nahezu atemlos. Dieser Text ist wie ein Sog, ein Mahlstrom durch die Nacht.“ Neues Deutschland: „Lesend wird man Staunen teilen und Erschrecken. Sprachkraft trifft Elementargewalten […] so aufwühlend, spannend geschildert, dass man das Buch nicht beiseitelegt.“ Frankenpost: „Das Buch entwickelt einen starken Sog beim Lesen. Man kann es nicht wieder weglegen.“ Faustkultur urteilte: „Waldenfels’ autofiktionaler Text konfrontiert Krankheit, Angst, Tod und Geschichte – mit einer poetischen Präzision, die zugleich erschüttert und erlöst.“ „Das Buch, das auf jede Romantisierung verzichtet, ist von einem Künstler geschrieben, der jeden einzelnen Satz auf seine Stichhaltigkeit prüft. […] Das Vertraute bekommt plötzlich eine andere, gefährliche Färbung“, befand die Weltwoche.